# Битка за Модлин
Битка за Модлин 8–29. септембра 1939. била је део немачке инвазије на Пољску у Другом светском рату. У другој недељи рата, тврђава Модлин ушла је у склоп пољске одбране на линији Варшава-Модлин где су били прикупљени остаци трупа из разних пољских армија које су се повлачиле са граничног фронта, који су се уз подршку становништва огорчено бранили. Тврђава се предала 29. септембра, 2 дана након пада Варшаве.

## Позадина
Тврђава Модлин налази се на ушћу реке Нарев у Вислу. Изградили су је 1812. Французи, у склопу припреме за Наполеонов поход на Русију; Руси су је обновили 1832. и додатно ојачали и модернизовали 1883-1894.  Тако је пред Први светски рат Модлин био тврђава с појасом форова у пречнику од 11 км и испред њега (на 4-5 км) истуреном линијом оклопних отпорних тачака (бункера). У Првом светском рату тврђава се предала Немцима 19. августа 1915, после 10 дана артиљеријског бомбардовања.

## Опсада
Крајем прве недеље немачке инвазије на Пољску, тврђава Модлин, иако застарела, постала је уточиште и последње упориште пољских армија које су се повлачиле према Варшави са северног и западног фронта. Пољска Модлинска армија (2 пешадијске дивизије и 2 коњичке бригаде) под командом генерала Емила Пжеджимирски-Круковича (пољ. Emil Krukowicz-Przedrzymirski), која је бранила  северну границу Пољске, повукла се у тврђаву 7. септембра, под притиском немачке 3. армије (7 пешадијских дивизија), која је надирала из Источне Пруске.
Лођска армија (4 пешадијске дивизије и 2 коњичке бригаде) под командом генерала Јулијуса Ромела (пољ. Juliusz Rómmel) је бранила западну границу од немачке 8. армије (4 пешадијске дивизије): претрпевши велике губитке у бици код Варте, близу Сјерађа (5. септембра), потиснута је до Лођа; 6 септембра се по наређењу Врховне команде (маршал Едвард Риђ-Шмигли) повукла према Варшави. Пошто је пут за Варшаву већ био пресечен продором немачке 10. армије (6 пешадијских, 2 моторизоване и 5 оклопних дивизија) до Варшаве 8. септембра, остаци Лођске армије морали су да скрену на север, у Модлин, где су стигли 13. септембра.
Тврђава је 13. септембра потпуно опседнута и одсечена од Варшаве, која је пала 27. септембра. Браниоци Модлина (око 35.000 војника) борили су се још два дана; тврђава се предала 29. септембра.